# 산포초등학교 신도분교
산포초등학교 신도분교는 대한민국 전라남도 나주시 산포면 새벽길 6-11 (신도리)에 있었던 공립 초등학교이다.

## 연혁
- 1965년 5월 16일 산포국민학교 신도분교 개교
- 1969년 3월 1일 신도국민학교 개교
- 1983년 3월 1일 산포남국민학교 신도분교로 편입
- 1999년 3월 1일 산포초등학교 편입
- 2009년 3월 1일 폐교